# Demultiplexer

Grundfunktion eines Multiplexers und Demultiplexers: Der Multiplexer kombiniert in zyklischer Abfolge die Signale mehrerer Kanäle zu einem Ausgangssignal.

Ein Demultiplexer oder kurz DEMUX(er) ist das Gegenstück zu einem Multiplexer. Mit dem Demultiplexer wird ein Eingangssignal auf einen von mehreren Ausgängen geschaltet. Zur Steuerung besitzt der Demultiplexer Steuereingänge, die für die Umschaltung seiner Schalter notwendig sind. Diese Umschaltung kann statisch oder periodisch bzw. zyklisch erfolgen, setzt dann aber immer eine zeitliche Abstimmung zwischen der Schalterstellung von Multiplexer und Demultiplexer voraus. Die Sicherstellung des zeitlichen Zusammenhanges erfordert spezielle Synchronisationseinrichtungen.

## Zeitdemultiplexer

Schaltsymbol eines Demultiplexers

Mit Hilfe von Multiplexern können mehrere unabhängige Datenkanäle wie Telefonverbindungen ohne gegenseitige Beeinflussung über einen einzigen Kanal, wie beispielsweise eine elektrische Verbindungsleitung oder über einen Funkkanal übertragen werden. Dieses Multiplexverfahren wird auch zeitliches Multiplexverfahren oder Time Division Multiplexing (TDM) genannt, da die einzelnen Informationskanäle in zeitlicher, periodischer Abfolge übertragen werden. Dadurch erhöht sich die benötigte Bandbreite auf dem Übertragungskanal auf ein Vielfaches der einzelnen Datenströme: Bei N Eingängen ist dies mindestens die N-fache Bandbreite.

## Digitale Demultiplexer

Schaltung eines digitalen 1-zu-4-Demultiplexers

Der Demultiplexer in der Digitaltechnik ist meist als ein Schaltnetz in speziellen Bauteilen realisiert. Mittels Demultiplexer können serielle, digitale Datenströme auf mehrere parallele digitale Ausgänge zur weiteren Verarbeitung aufgeteilt werden. Der Demultiplexer ist die Grundlage jeder seriellen nach parallelen Datenwandlung wie sie auch bei seriellen Schnittstellen Anwendung findet. Darüber hinaus werden in Mikroprozessorsystemen Demultiplexer auch als Selektoren zur Auswahl verschiedener Ein- und Ausgabeeinheiten oder des Speichers verwendet, um Datenströme entsprechend lenken zu können.

## Demultiplexen von Videodatenströmen
Von demultiplexen (demuxen) spricht man auch im Zusammenhang mit Videodatenströmen. Bei den meisten Video-Formaten sind die Information zu den Bildern, zum Ton und ggf. zu weiteren Daten, wie die Einteilung des Films in Kapitel und Untertitel, durch ein Multiplex-Verfahren zu einem Datenstrom zusammengefügt worden. Das Trennen dieser Informationen wird ebenfalls als demultiplexen bezeichnet.